# Che Flores
Che Flores es una persona árbitra estadounidense de la Asociación Nacional de Baloncesto. En 2021, se convirtió la primera persona funcionaria en trabajar en los juegos de campeonato de la National Collegiate Athletic Association, la NBA G League y la Women's National Basketball Association en el mismo año. En 2023, Flores se convirtió en la primera persona no binaria en ejercer como árbitro las principales ligas deportivas profesionales de los Estados Unidos.

## Biografía
Flores se crio en Highland Park, Los Ángeles, mayor de tres hermanos. Su madre es costarricense y su padre es mexicoestadounidense. Jugó baloncesto en Bellarmine-Jefferson High School y ganó un título estatal en su último año. Flores salió del armario con su familia a la edad de 19 años. Jugó baloncesto en una universidad antes de transferirse al baloncesto femenino Cal State Northridge Matadors. Recibió una beca deportiva completa y se desempeñó como capitane del equipo. Flores se graduó en 2002.
En 2003, Flores comenzó a remitir juegos de baloncesto de la escuela secundaria en San Gabriel, California. Trabajaba todo el año para la Asociación Nacional de Atletismo Universitario (NCAA), la NBA G League y la Asociación Nacional de Baloncesto Femenino (WNBA) en 2012. Desde julio de 2020 hasta marzo de 2021, arbitró partidos de campeonato de la NCAA, la NBA G League y la WNBA, siendo la primera persona en hacerlo. Se convirtió en persona funcionaria de la Asociación Nacional de Baloncesto (NBA) en 2022. En octubre de 2023, había trabajado diez partidos de campeonato.En 2023, se convirtió en la primera persona árbitra de género no binario en las principales ligas deportivas profesionales de los Estados Unidos. Ha arbitrado más de 1.000 partidos a lo largo de su trayectoria profesional.